# Nüwa
Za asteroid, pogledajte 150 Nuwa.
Nüwa (kineski 女娲) božica je u kineskoj mitologiji. Prema drevnim mitovima, ona je stvorila ljude i popravila nebeski zid. Bila je i prva kineska carica, a muž joj je bio car Fu Xi. Njezin je otac Nebeski Car.
Prema pjesmi slavnog Qua Yuana, Nüwa je stvorila ljude od žute zemlje.
Xu Shen je napisao da je Nüwa bila sestra i žena cara Fua Xija.
Nüwa je spomenuta i u romanu Fengshen Bang iz 16. stoljeća.